# Констанцский собор
Констанцский собор (лат. Concilium Constantiense) — собор Католической церкви, по её мнению, XVI вселенский собор, проходивший в городе Констанце в комплексе зданий местного кафедрального собора. Созван папой Иоанном XXIII по настоянию германского императора Сигизмунда. Проходил с 16 ноября 1414 по 22 апреля 1418 года. Главной задачей собора было прекратить церковную схизму.

## Итоги собора
Когда был созван собор, три папы считали себя легитимными. При поддержке Сигизмунда Люксембургского Констанцский собор предложил им всем отречься от папского престола и выступил за избрание нового папы — следующего.

Из-за постоянного присутствия Сигизмунда другие правители потребовали права голоса на выборах. Таким образом, большую часть времени собора занимали политические раздоры — была предпринята попытка скорее умиротворить светских правителей, чем реально провести реформу церкви и ее иерархии. Новым на соборе было то, что вместо индивидуального голосования епископы голосовали национальными блоками. Это было отражением разногласий, лежащих в основе раскола, поразившего церковь. 

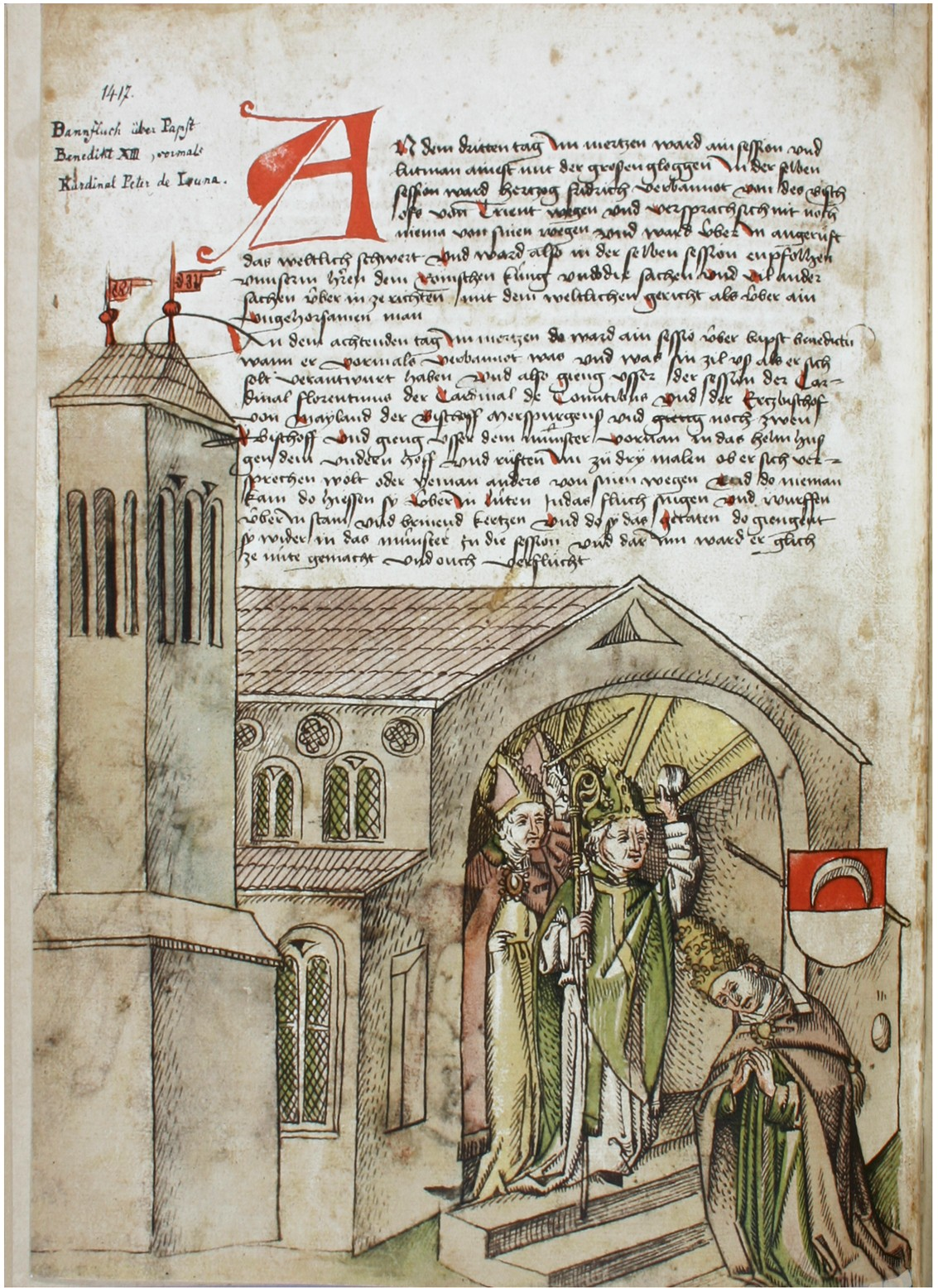
Низложение Бенедикта XIII

Собор в Констанце восстановил единство католической церкви. Соборные отцы приняли отречение римского папы Григория XII и пизанского папы Иоанна XXIII, который тайно сбежал из Констанца. Папа авиньонской ветви Бенедикт XIII отказался отрекаться и был низложен и отлучён от Церкви. В результате новых выборов папой был избран Оддоне Колонна, принявший имя Мартин V.
В течение четырёх лет работы собора было решено много проблем, касающихся обновления церкви и церковной доктрины (в частности, были осуждены реформаторские взгляды англичанина Джона Уиклифа и чеха Яна Гуса). Констанцский собор принял решение о примате вселенского собора над папой, объявил об отмене ряда поборов в пользу папской курии (в частности, были отменены аннаты).
Кроме того, на соборе были приняты два документа. Один провозглашал, что собор, представляющий всю вселенскую церковь, обладает наивысшей властью, данной ему Христом, и все, не исключая папы, должны подчиняться этой власти. Другой устанавливал, что собор будет собираться регулярно, через определённое количество лет. Оба эти документа были выражением тезиса о верховенстве власти собора над папством (тезис концилиаризма) и потому не были подтверждены папой.
Также Констанцский собор в порядке арбитражного урегулирования должен был решить спор между Великим княжеством Литовским и Тевтонским орденом по поводу Жмуди и других спорных территорий.
В ходе собора 6 июля 1415 года по обвинению в ереси был приговорён к сожжению чешский проповедник Ян Гус, а 30 мая 1416 года — его сподвижник Иероним Пражский.
Католическая церковь формально признает только те соборные заседания, которые состоялись после утверждения собора Григорием XII. Предыдущие собрания под председательством Сигизмунда Люксембургского и антипапы Иоанна XXIII не признаются церковью.

## Отражения в искусстве
- Жидовка (опера) — действие происходит во время Констанцского собора